# Mugina
Mugina è un comune del Burundi situato nella provincia di Cibitoke con 88.451 abitanti (censimento 2008).

## Geografia antropica

### Suddivisioni amministrative
Il comune è suddiviso in 20 colline.